# Metze (Hohlmaß)
Die Metze oder Mezze, oder der Metzen, war ein Hohlmaß, auch als Meste bezeichnet. Die Metze und der Metzen waren beide Getreidemaße, der Unterschied lag im Geltungsbereich: Die Metze galt in Mittel- und Norddeutschland, während der Metzen in Süddeutschland und Ungarn das Kornmaß war.

## Örtliche Maße
Das Maß selbst war regional sehr unterschiedlich:
- Alsfeld (Großherzogtum Hessen) 1 Metze = 997 Pariser Kubikzoll = 19 ¾ Liter
- Freie Stadt Frankfurt 1 Meste = 2 Sechter = 8 Gescheid = 32 Mäßchen = 128 Schrott/Schoott = 723 Pariser Kubikzoll = 14 7/20 Liter
- Friedberg (Wetterau), Homburg, Gießen
  - Getreide ohne Hafer 1 Metze = 817 4/5 Pariser Kubikzoll = 16 1/10 Liter
  - Hafer 1 Metze = 881 1/10 Pariser Kubikzoll = 17 9/20 Liter
- Grünberg (Großherzogtum Hessen) 1 Metze = 1120 2/5 Pariser Kubikzoll = 22 1/5 Liter
- Marburg (Kurhessen) 1 Metze = 1263 ¼ Pariser Kubikzoll = 25 Liter
  - 16 Metzen = 1 Malter
- Nidda (Großherzogtum Hessen) 1 Metze = 1003 1/5 Pariser Kubikzoll = 19 8/9 Liter
- Siegen 1 Metze = 1/16 Malter[1]
- Wetter, Rosenthal (Großherzogtum Hessen) 1 Metze = 1400 ¼ Pariser Kubikzoll = 27 ¾ Liter
  - 16 Metzen = 1 Malter
- Wetzlar (Preußen) 
  - Getreide ohne Hafer 1 Metze = 843 7/10 Pariser Kubikzoll = 16 7/10 Liter
  - Hafer 1 Metze = 94 Pariser Kubikzoll = 18 4/5 Liter

Man unterschied in große und kleine Metze. Die Metze in Mittel- und Norddeutschland war entweder der achte (große Metze) oder aber sechzehnte Teil (kleine Metze) des Scheffels (Himten, Malter, Simra, Simmer). So hatte Quedlinburg beide Metzen. Zwei Kleine Metzen waren eine große Metze.